# Austropeplea tomentosa
Austropeplea tomentosa е вид коремоного от семейство Lymnaeidae. Видът не е застрашен от изчезване.

## Разпространение
Разпространен е в Нова Зеландия (Северен остров и Южен остров).